# 纳罗斯 (索里亚省)
纳罗斯，是西班牙卡斯蒂利亚-莱昂索里亚省的一个市镇。总面积13平方公里，总人口48人（2001年），人口密度4人/平方公里。